# Copa do Nordeste 2013
Die Copa do Nordeste 2013 war die zehnte Austragung der Copa do Nordeste, eines regionalen Fußballpokalwettbewerbs in Brasilien, der vom nationalen Fußballverband CBF organisiert wurde. Es startete am 19. Januar und endete am 17. März 2013.

## Modus
Das Turnier wurde zunächst in einer Gruppenphase zu je vier Klubs mit Hin- und Rückspiel ausgetragen. Die 16 Teilnehmer trafen in vier Gruppen zu je vier Klubs aufeinander. Die jeweiligen zwei Gruppenbesten zogen in die zweite Runde ein. Diese wurde im Pokalmodus ab einem Viertelfinale ebenfalls in Hin- und Rückspielen bis zu den Finals ausgespielt.

## Teilnehmer
Die 16 Teilnehmer kamen aus den Bundesstaaten Alagoas, Bahia, Ceará, Paraíba, Pernambuco, Rio Grande do Norte und Sergipe.
Die Teilnehmer waren:
| Bundesstaat         | Klub                    | Qualifizierung        |
| ------------------- | ----------------------- | --------------------- |
| Alagoas             | AS Arapiraquense        | 2. Staatsmeister 2012 |
| Alagoas             | Clube de Regatas Brasil | Staatsmeister 2012    |
| Bahia               | EC Bahia                | Staatsmeister 2012    |
| Bahia               | Feirense FC             | 3. Staatsmeister 2012 |
| Bahia               | EC Vitória              | 3. Staatsmeister 2012 |
| Ceará               | Ceará SC                | Staatsmeister 2012    |
| Ceará               | Fortaleza EC            | 2. Staatsmeister 2012 |
| Paraíba             | Campinense Clube        | Staatsmeister 2012    |
| Paraíba             | Sousa EC                | 2. Staatsmeister 2012 |
| Pernambuco          | Salgueiro AC            | 3. Staatsmeister 2012 |
| Pernambuco          | Santa Cruz FC           | Staatsmeister 2012    |
| Pernambuco          | Sport Recife            | 2. Staatsmeister 2012 |
| Rio Grande do Norte | ABC Natal               | 2. Staatsmeister 2012 |
| Rio Grande do Norte | América FC (RN)         | Staatsmeister 2012    |
| Sergipe             | AD Confiança            | 2. Staatsmeister 2012 |
| Sergipe             | AO Itabaiana            | Staatsmeister 2012    |

## Gruppenphase
Für die Zuordnung der Teilnehmer zu den Gruppen wurden vier Lostöpfe gebildet. Die Teilnehmer wurden in der Reihenfolge ihres Rankings beim CBF zugeordnet.
| Topf A             | Topf B                       | Topf C                | Topf D             |
| ------------------ | ---------------------------- | --------------------- | ------------------ |
| EC Bahia (14)      | Ceará SC (24)                | ABC Natal (47)        | AO Itabaiana (104) |
| Sport Recife (17)  | Fortaleza EC (28)            | AD Confiança (79)     | Salgueiro AC (127) |
| EC Vitória (20)    | América FC (RN) (29)         | Campinense Clube (80) | Sousa EC (245)     |
| Santa Cruz FC (22) | Clube de Regatas Brasil (37) | AS Arapiraquense (88) | Feirense FC (−)    |

### Gruppe A
| Pl. | Verein       | Sp. | S | U | N | Tore    | Diff. | Punkte |
| --- | ------------ | --- | - | - | - | ------- | ----- | ------ |
| 1.  | ABC Natal    | 6   | 3 | 1 | 2 | 012:600 | +6    | 10     |
| 2.  | Ceará SC     | 6   | 3 | 1 | 2 | 006:500 | +1    | 10     |
| 3.  | EC Bahia     | 6   | 2 | 2 | 2 | 006:800 | −2    | 08     |
| 4.  | AO Itabaiana | 6   | 1 | 2 | 3 | 006:110 | −5    | 05     |

| Datum      |           | Ergebnis  |           | Stadion (Zuschauer)       |
| ---------- | --------- | --------- | --------- | ------------------------- |
| 19. Januar | Ceará     | 1:0 (0:0) | ABC       | Presidente Vargas (9.162) |
| 19. Januar | Bahia     | 3:2 (2:1) | Itabaiana | Pituaçu (6.179)           |
| 24. Januar | ABC       | 1:1 (1:1) | Bahia     | Frasqueirão (3.393)       |
| 24. Januar | Itabaiana | 0:0       | Ceará     | Presidente Médici         |
| 26. Januar | Itabaiana | 3:1 (2:1) | ABC       | Presidente Médici (1.617) |
| 27. Januar | Ceará     | 0:1 (0:1) | Bahia     | Castelão (34.249)         |
| 31. Januar | ABC       | 4:1 (2:0) | Itabaiana | Frasqueirão (2.600)       |
| 1. Februar | Bahia     | 1:2 (0:1) | Ceará     | Pituaçu (7.625)           |
| 3. Februar | Ceará     | 3:0 (3:0) | Itabaiana | Castelão (10.391)         |
| 3. Februar | Bahia     | 0:3 (0:1) | ABC       | Frasqueirão (5.997)       |
| 6. Februar | Itabaiana | 0:0       | Bahia     | Presidente Médici (701)   |
| 6. Februar | ABC       | 3:0 (1:0) | Ceará     | Frasqueirão               |

### Gruppe B
| Pl. | Verein       | Sp. | S | U | N | Tore    | Diff. | Punkte |
| --- | ------------ | --- | - | - | - | ------- | ----- | ------ |
| 1.  | Sport Recife | 6   | 3 | 3 | 0 | 013:300 | +10   | 12     |
| 2.  | Fortaleza EC | 6   | 3 | 1 | 2 | 007:600 | +1    | 10     |
| 3.  | AD Confiança | 6   | 2 | 2 | 2 | 007:800 | −1    | 08     |
| 4.  | Sousa EC     | 6   | 0 | 2 | 4 | 004:140 | −10   | 02     |

| Datum      |           | Ergebnis  |           | Stadion (Zuschauer)     |
| ---------- | --------- | --------- | --------- | ----------------------- |
| 20. Januar | Sousa     | 1:1 (0:0) | Sport     | Adautão (2.190)         |
| 20. Januar | Confiança | 3:0 (2:0) | Fortaleza | Batistão                |
| 24. Januar | Fortaleza | 3:0 (1:0) | Sousa     | Castelão (4.120)        |
| 24. Januar | Sport     | 3:1 (0:1) | Confiança | Ilha do Retiro (17.039) |
| 27. Januar | Sousa     | 0:1 (0:0) | Confiança | Marizão (621)           |
| 27. Januar | Fortaleza | 0:0       | Sport     | Castelão (34.249)       |
| 30. Januar | Confiança | 2:2 (2:1) | Sousa     | Batistão (4.559)        |
| 30. Januar | Sport     | 3:0 (2:0) | Fortaleza | Ilha do Retiro (17.883) |
| 3. Februar | Confiança | 0:0       | Sport     | Batistão (7.166)        |
| 3. Februar | Sousa     | 0:1 (0:0) | Fortaleza | Marizão (513)           |
| 6. Februar | Fortaleza | 3:0 (1:0) | Confiança | Castelão (6.727)        |
| 6. Februar | Sport     | 2:2       | Sousa     | Ilha do Retiro (11.394) |

### Gruppe C
| Pl. | Verein           | Sp. | S | U | N | Tore    | Diff. | Punkte |
| --- | ---------------- | --- | - | - | - | ------- | ----- | ------ |
| 1.  | EC Vitória       | 6   | 4 | 1 | 1 | 011:600 | +5    | 13     |
| 2.  | AS Arapiraquense | 6   | 3 | 0 | 3 | 006:500 | +1    | 09     |
| 3.  | América FC (RN)  | 6   | 2 | 1 | 3 | 006:600 | ±0    | 07     |
| 4.  | Salgueiro AC     | 6   | 2 | 0 | 4 | 005:110 | −6    | 06     |

| Datum      |           | Ergebnis  |           | Stadion (Zuschauer) |
| ---------- | --------- | --------- | --------- | ------------------- |
| 19. Januar | Salgueiro | 1:0 (0:0) | ASA       | Salgueirão (8.846)  |
| 20. Januar | América   | 1:2 (1:0) | Vitória   | Nazarenão (2.118)   |
| 23. Januar | Vitória   | 5:1 (2:1) | Salgueiro | Barradão (2.486)    |
| 23. Januar | ASA       | 0:1 (0:0) | América   | Fumeirão (2.239)    |
| 26. Januar | América   | 2:0 (2:0) | Salgueiro | Nazarenão (1.182)   |
| 27. Januar | Vitória   | 2:1 (2:1) | ASA       | Barradão (4.851)    |
| 29. Januar | Salgueiro | 2:1 (1:0) | América   | Salgueirão (9.144)  |
| 30. Januar | ASA       | 2:0 (1:0) | Vitória   | Fumeirão (2.799)    |
| 2. Februar | América   | 0:1 (0:1) | ASA       | Nazarenão (1.249)   |
| 3. Februar | Salgueiro | 0:1 (0:1) | Vitória   | Salgueirão (9.451)  |
| 6. Februar | ASA       | 2:1 (0:0) | Salgueiro | Fumeirão (2.799)    |
| 6. Februar | Vitória   | 1:1 (0:1) | América   | Barradão (3.304)    |

### Gruppe D
| Pl. | Verein                  | Sp. | S | U | N | Tore    | Diff. | Punkte |
| --- | ----------------------- | --- | - | - | - | ------- | ----- | ------ |
| 1.  | Santa Cruz FC           | 6   | 5 | 0 | 1 | 009:500 | +4    | 15     |
| 2.  | Campinense Clube        | 6   | 4 | 1 | 1 | 009:500 | +4    | 13     |
| 3.  | Clube de Regatas Brasil | 6   | 2 | 0 | 4 | 008:900 | −1    | 06     |
| 4.  | Feirense FC             | 6   | 0 | 1 | 5 | 004:110 | −7    | 01     |

| Datum      |            | Ergebnis  |            | Stadion (Zuschauer) |
| ---------- | ---------- | --------- | ---------- | ------------------- |
| 20. Januar | Feirense   | 2:2 (2:1) | Campinense | Pedro Amorim (233)  |
| 20. Januar | Santa Cruz | 1:0 (1:0) | CRB        | Arrudão (24.287)    |
| 23. Januar | CRB        | 3:1 (1:1) | Feirense   | Rei Pelé (4.664)    |
| 24. Januar | Campinense | 3:0 (1:0) | Santa Cruz | O Amigão (5.346)    |
| 27. Januar | Santa Cruz | 2:0 (2:0) | Feirense   | Arrudão (17.355)    |
| 27. Januar | Campinense | 1:0 (1:0) | CRB        | O Amigão (6.184)    |
| 30. Januar | CRB        | 1:2 (0:0) | Campinense | Rei Pelé (4.483)    |
| 30. Januar | Feirense   | 0:1 (0:0) | Santa Cruz | Pedro Amorim (694)  |
| 2. Februar | Santa Cruz | 2:0 (1:0) | Campinense | Arrudão (20.029)    |
| 2. Februar | Feirense   | 1:2 (0:1) | CRB        | Pedro Amorim (71)   |
| 6. Februar | Campinense | 1:0 (0:0) | Feirense   | O Amigão (2.316)    |
| 6. Februar | CRB        | 2:3 (2:1) | Santa Cruz | Rei Pelé (4.483)    |

## Finalrunde

### Turnierplan
|  | Viertelfinale       | Viertelfinale | Viertelfinale | Viertelfinale | Viertelfinale |         |            | Halbfinale | Halbfinale | Halbfinale | Halbfinale | Halbfinale |  |  | Finale | Finale | Finale | Finale | Finale |
|  |                     |               |               |               |               |         |            |            |            |            |            |            |  |  |        |        |        |        |        |
|  | Rio Grande do Norte | ABC           | 0             | 1             | 1             |         |            |            |            |            |            |            |  |  |        |        |        |        |        |
|  | Alagoas             | ASA           | 0             | 2             | 2             |         |            |            |            |            |            |            |  |  |        |        |        |        |        |
|  | Alagoas             | ASA           | 0             | 2             | 2             | Alagoas | ASA        | 3          | 1          | 4          |            |            |  |  |        |        |        |        |        |
|  |                     |               |               |               |               | Alagoas | ASA        | 3          | 1          | 4          |            |            |  |  |        |        |        |        |        |
|  |                     | Ceará         | Ceará         | 3             | 0             | 3       |            |            |            |            |            |            |  |  |        |        |        |        |        |
|  | Bahia               | Ceará         | Ceará         | 3             | 0             | 3       | Vitória    | 2          | 1          | 3          |            |            |  |  |        |        |        |        |        |
|  | Bahia               |               |               |               |               |         | Vitória    | 2          | 1          | 3          |            |            |  |  |        |        |        |        |        |
|  | Ceará               | Ceará         | 0             | 4             | 4             |         |            |            |            |            |            |            |  |  |        |        |        |        |        |
|  |                     |               |               |               |               |         | Alagoas    | ASA        | 1          | 0          | 1          |            |  |  |        |        |        |        |        |
|  |                     | Paraíba       | Campinense    | 2             | 2             | 4       |            |            |            |            |            |            |  |  |        |        |        |        |        |
|  | Pernambuco          | Sport         | 0             | 2             | 2             |         |            |            |            |            |            |            |  |  |        |        |        |        |        |
|  | Paraíba             | Campinense    | 0             | 2             | 2             |         |            |            |            |            |            |            |  |  |        |        |        |        |        |
|  | Paraíba             | Campinense    | 0             | 2             | 2             | Paraíba | Campinense | 1          | 1          | 2          |            |            |  |  |        |        |        |        |        |
|  |                     |               |               |               |               | Paraíba | Campinense | 1          | 1          | 2          |            |            |  |  |        |        |        |        |        |
|  |                     | Ceará         | Fortaleza     | 2             | 0             | 2       |            |            |            |            |            |            |  |  |        |        |        |        |        |
|  | Pernambuco          | Ceará         | Fortaleza     | 2             | 0             | 2       | Santa Cruz | 3          | 1          | 4          |            |            |  |  |        |        |        |        |        |
|  | Pernambuco          |               |               |               |               |         | Santa Cruz | 3          | 1          | 4          |            |            |  |  |        |        |        |        |        |
|  | Ceará               | Fortaleza     | 3             | 2             | 5             |         |            |            |            |            |            |            |  |  |        |        |        |        |        |

### Viertelfinale
| Datum       |           | Ergebnis  |           | Stadion (Zuschauer) |
| ----------- | --------- | --------- | --------- | ------------------- |
| 13. Februar | ASA       | 0:0       | ABC Natal | Fumeirão (6.381)    |
| 16. Februar | ABC Natal | 1:2 (1:0) | ASA       | Frasqueirão (6.616) |
| Gesamt:     | ASA       | 2:1       | ABC Natal | (12.997)            |

| Datum       |              | Ergebnis  |              | Stadion (Zuschauer)     |
| ----------- | ------------ | --------- | ------------ | ----------------------- |
| 13. Februar | Campinense   | 0:0       | Sport Recife | O Amigão (4.883)        |
| 16. Februar | Sport Recife | 2:2 (1:1) | Campinense   | Ilha do Retiro (17.838) |
| Gesamt:     | Campinense   | (a)2:2(a) | Sport Recife | (22.721)                |

| Datum       |               | Ergebnis  |               | Stadion (Zuschauer)       |
| ----------- | ------------- | --------- | ------------- | ------------------------- |
| 13. Februar | Fortaleza EC  | 3:3 (1:2) | Santa Cruz FC | Presidente Vargas (8.869) |
| 17. Februar | Santa Cruz FC | 1:2 (1:0) | Fortaleza EC  | Arrudão (30.087)          |
| Gesamt:     | Fortaleza EC  | 5:4       | Santa Cruz FC | (38.956)                  |

| Datum       |            | Ergebnis  |            | Stadion (Zuschauer)        |
| ----------- | ---------- | --------- | ---------- | -------------------------- |
| 14. Februar | Ceará SC   | 0:2 (0:1) | EC Vitória | Presidente Vargas (12.698) |
| 17. Februar | EC Vitória | 1:4 (0:2) | Ceará SC   | Barradão (11.494)          |
| Gesamt:     | Ceará SC   | 4:3       | EC Vitória | (24.192)                   |

### Halbfinale
| Datum       |          | Ergebnis  |          | Stadion (Zuschauer) |
| ----------- | -------- | --------- | -------- | ------------------- |
| 24. Februar | ASA      | 3:3 (2:1) | Ceará SC | Fumeirão (9.402)    |
| 3. März     | Ceará SC | 0:1 (0:0) | ASA      | Castelão            |
| Gesamt:     | ASA      | 4:3       | Ceará SC |                     |

| Datum       |              | Ergebnis  |              | Stadion (Zuschauer) |
| ----------- | ------------ | --------- | ------------ | ------------------- |
| 24. Februar | Fortaleza EC | 2:1 (2:0) | Campinense   | Castelão (31.260)   |
| 3. März     | Campinense   | 1:0 (1:0) | Fortaleza EC | O Amigão (16.964)   |
| Gesamt:     | Fortaleza EC | (a)2:2(a) | Campinense   | (48.224)            |

### Finale

#### Hinspiel
| AS Arapiraquense                                                | AS Arapiraquense | Campinense Clube | Campinense Clube |
| --------------------------------------------------------------- | --- | --- | ---------------- |
| AS Arapiraquense                                                | \| 10. März 2013 in Arapiraca (Fumeirão) \| \| Ergebnis: 1:2 (0:1) \| \| Schiedsrichter: Pablo Gonçalves Pinheiro ( Rio Grande do Norte) \|                                                                                          | \| 10. März 2013 in Arapiraca (Fumeirão) \| \| Ergebnis: 1:2 (0:1) \| \| Schiedsrichter: Pablo Gonçalves Pinheiro ( Rio Grande do Norte) \| | Campinense Clube |
| AS Arapiraquense                                                | Gilson – Tiago Garça, Fabiano 35., Edson Veneno – Osmar, Cal, Jorginho, Didira, Chiquinho Baiano – Léo Gamalho, Rodrigo Dantas 62. Reserve Jéferson, Pedro Silva 35., Kessi, Filipe André, Wanderson 62. Cheftrainer: Leandro Campos | Pantera – Tiago Granja 72., Anderson Rosa, Roberto Dias , Panda 64. – Dedé, Edvânio, Glaybson, Bismarck 77. – Zé Paulo, Jeferson Maranhense Reserve Ricardo Vilar, Rodrigo César, Danilo Portugal 64., Edimar Pereira 72., Willian Araújo 77., Andrezinho, Selmir Cheftrainer: Oliveira Canindé | Campinense Clube |
| AS Arapiraquense                                                | 1:2 Wanderson (90.) | 0:1 Granja (31.) 0:2 Jeferson Maranhense (60.) | Campinense Clube |
| AS Arapiraquense                                                | Osmar (32.), Veneno (47.), Garça (58.), Chiquinho Baiano (72.), Didira (79.), Wanderson (90.+3') | Zé Paulo (39.), Dias (65.), Granja (67.), Edimar (90.+1') | Campinense Clube |
| 10. März 2013 in Arapiraca (Fumeirão)                           | | |                  |
| Ergebnis: 1:2 (0:1)                                             | | |                  |
| Schiedsrichter: Pablo Gonçalves Pinheiro ( Rio Grande do Norte) | | |                  |

#### Rückspiel
| Campinense Clube                                | Campinense Clube | AS Arapiraquense | AS Arapiraquense |
| ----------------------------------------------- | --- | --- | ---------------- |
| Campinense Clube                                | \| 17. März 2013 in O Amigão, Campina Grande \| \| Ergebnis: 2:0 (0:0) \| \| Zuschauer: 19.650 \| \| Schiedsrichter: Jailson Macêdo Freitas ( Bahia) \| | \| 17. März 2013 in O Amigão, Campina Grande \| \| Ergebnis: 2:0 (0:0) \| \| Zuschauer: 19.650 \| \| Schiedsrichter: Jailson Macêdo Freitas ( Bahia) \| | AS Arapiraquense |
| Campinense Clube                                | Pantera – Tiago Granja, Anderson Rosa, Roberto Dias, Panda 78. – Dedé, Edvânio, Glaybson, Bismarck 69. – Zé Paulo 81., Jeferson Maranhense Reserve Ricardo Vilar, Bruno de Jesus, Danilo Portugal 78., Ricardo Maranhão 69., Selmir, Andrezinho 81., Rafael Cearense Cheftrainer: Oliveira Canindé | Gilson – Osmar 83., Fabiano, Edson Veneno 54., Chiquinho Baiano – Jorginho, Cal, Thallyson 59., Didira – Léo Gamalho, Wanderson Reserve Jéferson, Pedro Silva 59., Kessi 83., Rafael Pedro 62., Rodrigo Dantas, Filipe André, Diego Vieira Cheftrainer: Oliveira Canindé | AS Arapiraquense |
| Campinense Clube                                | 1:0 Jeferson Maranhense (47.) 2:0 Ricardo Maranhão (80.) | | AS Arapiraquense |
| Campinense Clube                                | Veneno (45.+2'), Fabiano (56.), Rafael Pedro (86.), Didira (86.) | | AS Arapiraquense |
| Campinense Clube                                | Fabiano (66.) | | AS Arapiraquense |
| 17. März 2013 in O Amigão, Campina Grande       | | |                  |
| Ergebnis: 2:0 (0:0)                             | | |                  |
| Zuschauer: 19.650                               | | |                  |
| Schiedsrichter: Jailson Macêdo Freitas ( Bahia) | | |                  |

## Torschützenliste
| Pl. | Nat.        | Spieler         | Klub         | Tore |
| --- | ----------- | --------------- | ------------ | ---- |
| 1   | Brasilianer | Marcelo Nicácio | Vitória      | 5    |
|     | Brasilianer | Rodrigo Silva   | ABC          | 5    |
| 3   | Brasilianer | Assisinho       | Fortaleza    | 4    |
|     | Brasilianer | Marcos Aurélio  | Sport Recife | 4    |
|     | Brasilianer | Léo Gamalho     | ASA          | 4    |
|     | Brasilianer | Jaílson         | Fortaleza    | 4    |
|     | Brasilianer | Pingo           | Ceará        | 4    |